# Erica anomala
Erica anomala är en ljungväxtart som beskrevs av O.M. Hilliard och B.L. Burtt. Erica anomala ingår i släktet klockljungssläktet, och familjen ljungväxter. Inga underarter finns listade i Catalogue of Life.